# 선문대학교
선문대학교(鮮文大學校, Sun Moon University)는 대한민국 충청남도 천안시와 아산시에 위치한 사립 대학이다. 재단은 통일교 소속이며 통일교 산하 신학교를 통합하고 학제를 구성하여 종합 대학교 인가를 받았다. 
각각 1972년, 1985년 설립된 통일신학교와 성화신학교가 통합한 대학이다. 1998년 9월 합병하여 성화신학교가 되었고, 1991년 대학으로 개편되었으며, 1993년 2월 선문대학교로 교명을 변경하고 현재에 이른다.
애천(愛天), 애인(愛人), 애국(愛國)의 건학이념을 바탕으로 설립한 대학이다. 영문 약칭으로 SMU를 사용한다.

## 연혁
1972년 4월 3일, 경기도 구리시 일대에 통일교 설립자인 문선명이 통일신학교를 개교하였다. 이어 학교법인 성화학원의 서진석이 대학 학력 인정 각종 학교로서 성화신학교를 충청남도 천안시 일대에 설립했다. 1988년 9월 1일, 통일신학교와 성화신학교가 성화신학교로 통합하였고, 1991년 10월 28일, 단과대학으로 승격되며 성화대학으로 교명을 변경한다. 1992년 4월 1일, 성화대학교로 교명을 변경하였다. 1993년 12월 29일 선문대학교로 교명을 변경하였다. 1995년 3월 1일, 아산캠퍼스를 개교하며 현재에 이른다.
한편, 2022년에 개교 50주년을 맞이하였으며, 문성제가 총장직을 수행하고 있다.

## 역대 총장
선문대학교 총장은 선문대학교의 모든 업무를 총괄하고, 교직원을 대표한다. 다음은 선문대학교 총장 일람이다.
1. 이요한
2. 윤세원
3. 이경준
4. 김봉태
5. 황선조
6. 문성제

## 교육편제

### 학부
선문대학교 학부 과정은 2022년 기준으로 인문사회대학, 글로벌비즈니스대학, 신학대학, 건강보건대학, 공과대학, 소프트웨어융합대학, 예술체육대학 7개 단과대학 아래 10학부, 28학과, 29전공이 있다.

### 대학원
선문대학교 대학원 과정은 3개 대학원을 설치하였고, 일반 1개원, 특수 2개원으로 구성한다. 일반대학원의 경우 석사 24과정, 박사 20과정을 지원한다. 특수대학원으로 교육대학원과 미래융합대학원을 운영한다.

## 교육 방침상의 특징

### 해외 교류
선문대학교는 전세계 35개국 180개 대학과 자매결연을 맺고 교류하며, 대표적인 학교들은 다음과 같다.
- 아프가니스탄 낭가르하르 대학교
- 오스트레일리아 모나시 대학교
- 오스트레일리아 그리피스 대학교
- 불가리아 소피아 대학교
- 캐나다 뉴펀들랜드 메모리얼 대학교
- 중화인민공화국 헤이룽장 대학
- 중화인민공화국 쓰촨 대학
- 중화인민공화국 화둥 사범대학
- 뉴질랜드 오타고 대학교
- 러시아 태평양국립대학교
- 러시아 태평양국립대학교 사범대학
- 중화민국 중국 문화 대학

## 캠퍼스 풍경

### 중앙도서관
선문대학교 중앙도서관은 1986년 3월에 선문대학교 개교와 함께 천안캠퍼스에 처음으로 개관하였다. 현재는 아산캠퍼스에 위치하여 지하 1층과 지상 5층의 박물관을 포함해 총 4,822평으로 구성하였다. 주제별 5개 자료실과 국내외 정기간행물실, 전자정보실, 일반열람실이 있다. 문화교양시설로 영화관과 진주남강유적관, 박물관이 있다.